# Стилиану, Мариос
Мариос Стилиану (греч. Μαριος Στυλιανου; 23 сентября 1993) — кипрский футболист, защитник клуба «Докса». Выступал за сборную Кипра.

## Биография

### Клубная карьера
Воспитанник клуба «Аполлон» (Лимасол), в котором и начал профессиональную карьеру. Дебютировал в чемпионате Кипра 21 апреля 2012 года, появившись на замену на 78-й минуте в матче против АЕК Ларнака. В составе «Аполлона» Стилиану выступал на протяжении восьми сезонов и вместе с клубом четыре раза доходил до групповой стадии Лиги Европы, где сыграл в общей сложности 9 матчей (в сезоне 2017 на поле не выходил). Летом 2019 года подписал контракт с «Анортосисом».

### Карьера в сборной
Дебютировал за сборную Кипра 27 мая 2014 года в товарищеском матче со сборной Японии, в котором сыграл все 90 минут. Вызывался в сборную нерегулярно и провёл за неё 6 матчей, последний на данный момент — в июне 2017 года.

## Достижения
«Аполлон» Лимасол
- Обладатель Кубка Кипра (3): 2012/2013, 2015/2016, 2016/2017
- Обладатель Суперкубка Кипра (2): 2016, 2017